# Digitaria stenostachya
Digitaria stenostachya là một loài thực vật có hoa trong họ Hòa thảo. Loài này được Hughes mô tả khoa học đầu tiên năm 1923.